# Cour-l'Évêque
Cour-l'Évêque é uma comuna francesa na região administrativa de Grande Leste, no departamento de Haute-Marne. Estende-se por uma área de 18,95 km². Em 2010 a comuna tinha 151 habitantes (densidade: 8 hab./km²).